# Strizh

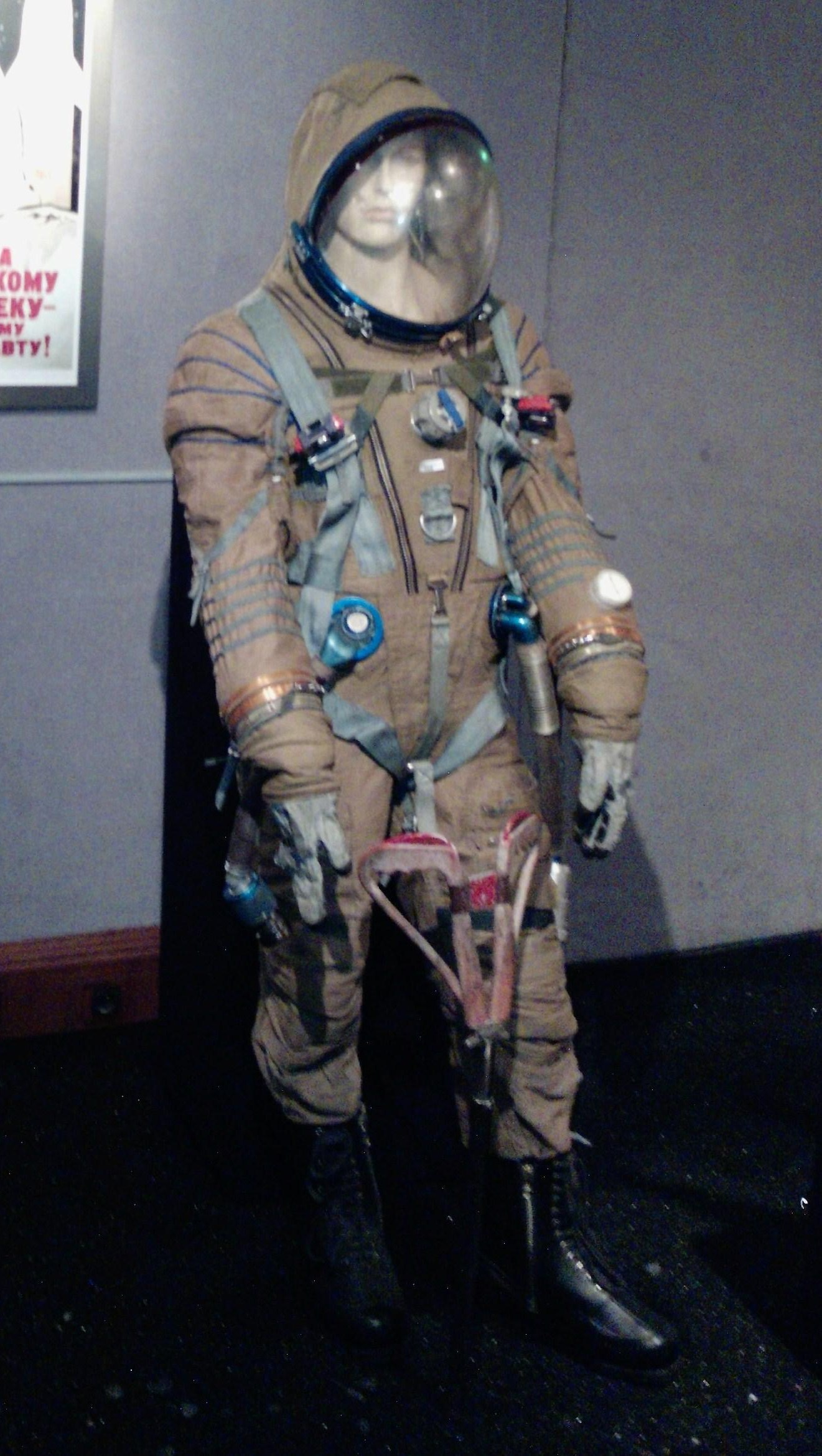
La tuta spaziale Strizh.

La Strizh (in russo: Стриж, ossia rondone) è un modello di tuta spaziale sviluppato dall'azienda sovietica NPP Zvezda per essere utilizzato dall'equipaggio dello spazioplano sovietico Buran. Il Buran era dotato di sedili eiettabili simili a quelli presenti sugli Space Shuttle Enterprise e Columbia (da quest'ultimo furono rimossi dopo la missione STS-4) e la Strizh era stata progettata proprio per proteggere i cosmonauti in caso di eiezione alla quota massima di 30 km e alla velocità massima di Mach 3.

## Specifiche
La Strizh assomigliava alla tuta spaziale Sokol, utilizzata a bordo delle navette Sojuz a partire dal 1973, e, come questa, non era fatta per le attività extraveicolari, ma solo per proteggere i cosmonauti in caso o di un'improvvisa depressurizzazione del veicolo o di un'eiezione a quote inferiori a 30 km e a velocità inferiori a tre volte la velocità del suono.
La tuta, pesante in totale circa 18 kg, era realizzata con uno strato interno pressurizzato in Kapron (policaprolattame) e uno esterno in tessuto termoresistente, come kevlar o rayon, in modo da proteggere il cosmonauta dalle alte temperature dovute agli elevati carichi aerodinamici in cui si sarebbe venuto a trovare durante un'eiezione. In una versione progettata ma mai realizzata, denominata Strizh-ESO, si era pensato di aggiungere un terzo strato esterno per proteggere ancora di più i cosmonauti dal calore esterno. Il cappuccio pressurizzato, integrato nella tuta, era collegato con una visiera doppio strato a cerniera realizzata in policarbonato che, quando era chiusa, si sigillava su una flangia in alluminio anodizzato mentre, quando era aperta, consentiva al cappuccio semirigido di piegarsi. Le maniche erano dotate di cinghie regolabili nella parte superiore delle braccia mentre dal petto alla schiena, una serie di cinghie in cuoio e metallo assicuravano il supporto al busto e al petto. I guanti, muniti di dita di gomma e palme di cuoio, erano l'unico pezzo non integrato nella tuta, dalla quale si potevano sganciare e attaccare con giunti in alluminio anodizzato all'altezza dei polsi. Nella parte inferiore, all'altezza delle cosce, erano state inserite delle tasche destinate a contenere un equipaggiamento di sopravvivenza costituito, tra le altre cose, da un coltello pieghevole e da una pistola. Sul polso sinistro era inoltre montato un manometro, mentre la pressione interna, che in condizioni standard era di 400 hPa, si poteva regolare tramite una valvola di equalizzazione posta sul torace. Sempre sul tronco trovavano poi posto connettori per cavi elettrici e per tubi per l'acqua.
Durante un volo regolare, la tuta sarebbe stata rifornita di aria attraverso il sistema di supporto vitale dell'Orbiter del Buran, ma, in caso di una depressurizzazione, la Strizh sarebbe immediatamente stata rifornita di ossigeno attraverso un'unità si supporto portatile conosciuta come BRS-1 (Bortovaya Regeratsionnaya Sistema), situata sul pavimento della cabina di pilotaggio, tra i due sedili, che avrebbe alimentato simultaneamente i due piloti.

## Utilizzo operativo
Le tute Strizh e il sedile eiettabile modello K-36RB (o K-36M-11F35) della navetta Buran, furono testati durante la fase di ascesa dei lanciatori Sojuz nel corso di cinque missioni effettuate dalla Progress, in particolare dalla Progress 38, lanciata il 9 settembre 1988, alla Progress 42, lanciata il 5 maggio 1990. In questi casi il sedile, in una versione speciale chiamata K-36M-ESO, con sopra un manichino vestito con una Strizh, era stato inserito nella torre posta al di sopra del veicolo di lancio ed eiettato una volta raggiunte quote che andavano da 35 a 40 km e a velocità che andavano da Mach 3,5 a Mach 4,0, testando quindi l'equipaggiamento di emergenza in condizioni più estreme di quelle per cui era stato progettato.
Durante l'unico volo orbitale del Buran 1.01, svolto in modalità totalmente automatica e senza equipaggio a bordo il 15 novembre 1988, i due manichini seduti ai posti di comando erano stati vestiti con delle tute Strizh.
Una tuta pressurizzata basata sul modello Strizh è ancora utilizzata sugli aeromobili da alta quota russi dotati di cabine non pressurizzate.